# Momeik Airport
Momeik Airport är en flygplats i Myanmar.   Den ligger i regionen Shanstaten, i den centrala delen av landet, 400 km norr om huvudstaden Naypyidaw. Momeik Airport ligger 203 meter över havet.
Terrängen runt Momeik Airport är varierad. Runt Momeik Airport är det ganska glesbefolkat, med 22 invånare per kvadratkilometer. I omgivningarna runt Momeik Airport växer huvudsakligen savannskog.